# Li Zhengyu
Li Zhengyu (chiń. 李征宇; ur. 28 października 1974) – chiński zapaśnik w stylu wolnym. Olimpijczyk z Aten 2004, gdzie zajął piąte miejsce w kategorii 55 kg.
Dwukrotny uczestnik mistrzostw świata, zajął 22 miejsce w 1997. Srebrny medal na igrzyskach wschodniej Azji w 2001 i brązowy w 1997. Czwarty na mistrzostwach Azji w 1999 i piąty w 2000 roku.